# 신스네이크
신스네이크는 대한민국의 Metalcore 밴드이다. 기타리스트 김재민을 주축으로 결성되었으며, 현재는 기타리스트 김재민, 보컬리스트 오세라와 조성민, 드러머 이로, 베이시스트인 최현재 5인의 멤버로 구성되어있다. 
신스네이크(Synsnake)라는 밴드의 이름은 결성 당시 애완동물로 뱀을 키우고 있던 래퍼 서범규가 지었다. 건반악기 신디사이저(Synthesizer)와 뱀을 의미하는 영단어 스네이크(Snake)을 결합하여 지은 이름이다.

## 디스코그래피
1st Full Length Album 'Fluxus' (2021)
리니지2M 와이번 테마 OST '푸른 날개의 소여 (Instinct Of The Blue Wings)' (2023)

## 활동
2015년, 같은 학교 선후배 사이였던 베이시스트 황준성과 기타리스트 김재민에 의해 결성되었다. 이후 래퍼 서범규와 보컬리스트 오세라, 드러머 정선호가 밴드에 합류하였다. 약 1년의 준비 끝에 2016년, EP 'Revelaction'을 통해 데뷔하였다. 메탈코어를 기반으로, 일렉트로닉 사운드와 오세라의 보컬 멜로디의 서범규의 랩을 가미한 일렉트로닉코어 음반이었다. 대한민국 인디 시장에서 흔치 않은 여성 보컬을 앞세운 트랜스코어 밴드라는 점과 밝은 수록곡들이 특징이다.  
래퍼 서범규의 탈퇴 등 멤버들의 변동 후, 2017년 11월, 신스네이크는 두 번째 EP 'Abstraction'을 발표하였다. 보컬리스트 오세라는 스크리밍도 시도했었던 전작과 달리 이번 EP에서는 노래에만 집중하였고, 래퍼가 빠진 자리에는 다른 밴드의 보컬리스트들의 스크리밍을 게스트 보컬로서 활용하여 보강하였다. 전작과 달리 조금 어두워진 분위기가 특징이다.
2018년에는 다시 멤버 변동이 발생하였다. 펑크 락 밴드 'United 93'에서 활동하던 드러머 'EERO'와 베이시스트 '최현재'가 합류하였다. 동년 5월, 기타리스트 김재민은 'Reverse The Fracture라는 이름으로 솔로 프로젝트 싱글인 'Atropos'를 발표하였다. '인 유어 페이스', '스칼렛 포레스트' '밸리 오브 더 헤드리스', '에이틴 에이프릴', '턴 포 아워', '데이 오브 모닝', '디 에이팝' 등 인디씬에서 함께 활동하는 밴드들의 보컬리스트들이 게스트 보컬로서 참여하였다. 
2019년, 메탈코어 밴드 'From The Blue'에서 활동하던 언클린 보컬리스트 조성민을 영입하였다. 이후 동년 여름에 개최된 '전주 얼티밋 뮤직 페스티벌 (JUMF)'의 스테이지에서 공연을 하였다.
2021년, 대한민국의 인디 레이블 'watch out records'에 합류한 소식이 전해졌다. 그리고 5월, 오랜 준비 끝에 완성된 신스네이크의 첫 정규 앨범 'Fluxus'가 발표되었다. 더블 타이틀인 'Saturn In The Loop'와 'Manneristic', 멜로딕 하드코어 밴드 '할로우 잰'의 보컬리스트 임환택이 참여한 'Ire of Lilith', 그리고  첫 EP 'Revelaction'의 수록곡이었던 Venom'의 리메이크 버전을 포함한 11곡으로 구성되어 있다. 믹스와 마스터는 사운드 엔지니어인 Jeff Dunne이, 뮤직비디오 등 밴드의 영상작업은 베이시스트인 최현재가, 앨범의 아트워크는 보컬리스트인 오세라가 담당하였다. 록, 메탈을 전문으로 다루는 일본 Burrn! 매거진 2022년 3월호에서 88점의 점수로 소개되었다. 
2022년에는 Bring me the horizon(Feat.Babymetal)의 Kingslayer , Electric Callboy(Eskimo Callboy)의 Pump It 커버 영상을 유튜브에 올리며 활동하였다. 
2023년 베트남 호치민에서 열린 'Rockfest Vietnam 2023' 헤드라이너로 출연하며 해외 활동을 시작하였고 국내에서도 2023 전주 얼티밋 뮤직 페스티벌에 출연한 바 있다.
2023년 리니지2M 와이번 테마 OST '푸른 날개의 소여 (Instinct Of The Blue Wings)' 를 발매하였는데 이 곡은 신스네이크 곡 중에서는 유일하게 한국어 가사가 있는 것이 특징이다.